# 강선루
강선루(降仙樓)는 평안북도 성천군 성천읍에 있는 누정이다. 관서팔경의 하나다. 6.25전쟁 중 불타 터만 남게 되었다.
동명관(東明館)의 부속건물로, 정면 7칸, 측면 5칸의 중층건물이다.
동명관은 조선시대 성천부의 객관으로, 중국사신을 맞기 위하여 1343년(충혜왕 4)에 건립되었으며, 1768년(영조 44)에 개축하였다.
임진왜란 때 세자이던 광해군이 이곳에 묘사(廟祠)를 지어 난을 피하고, 왕위에 오른 뒤에 동명관에 잇대어 이 누각을 지었다고 한다. 관서팔경의 하나인 무산십이봉의 절경에 위치하며 丁자형 평면을 이룬 31칸의 대규모 건물이다.
아래층은 돌기둥을 세웠고 그 위에 기둥을 올려 사방이 개방된 누각을 세웠으며, 기둥머리에는 1출목(一出目) 3익공(三翼工)을 쌓고 지붕은 팔작지붕으로 하고 지붕마루에 양성(兩城)주을 하였다. 사방에 계자난간(鷄子欄干)을 둘렀다.
동명관 안에는 강선루 외에 통선관(通仙觀)·유선관(留仙觀)·봉래각(蓬萊閣)·십이루(十二樓) 등의 건물이 있어 모두 337칸에 이르렀다. 누각건물로는 유례가 없는 장대한 규모였으나 6·25때 소실된 것으로 알려지고 있다.
1. ↑  한국민족대백과사전